# João Neves
João Pedro Gonçalves Neves (Tavira, Portugal, 27 de septiembre de 2004) es un futbolista portugués que juega de centrocampista en el Paris Saint-Germain F. C. de la Ligue 1.

## Trayectoria
Firmó su primer contrato profesional con el S. L. Benfica en diciembre de 2020.
El 5 de agosto de 2024 cerró un acuerdo de traspaso con Paris Saint-Germain F. C. por cinco temporadas. Debutó con el equipo parisino en la victoria 4-1 sobre Le Havre, entrando desde el banco de suplentes y asistiendo en los goles de Ousmane Dembélé y Bradley Barcola.
Durante la Copa Mundial de Clubes de la FIFA 2025, el 29 de junio de ese año, Neves anotó su primer doblete en su carrera en la victoria por 4-0 sobre el Inter de Miami en los octavos de final, convirtiéndose en el primer jugador extranjero en marcar un doblete para el PSG en un partido de competición internacional de clubes desde Lionel Messi en octubre de 2022. Posteriormente, durante la final de dicho torneo, disputada el 13 de julio contra Chelsea, João fue expulsado por roja directa tras una jugada antideportiva contra Marc Cucurella (la cual requirió una revisión por parte del árbitro Alireza Faghani después de ser contactado por el VAR) en la que tironeó de los pelos del español. 

## Selección nacional
Ha representado a Portugal a nivel internacional en categorías inferiores y absoluta. Con esta última debutó el 16 de octubre de 2023 jugando los últimos minutos en un triunfo ante Bosnia y Herzegovina correspondiente a la clasificación para la Eurocopa 2024.

### Participaciones en Eurocopas
| Copa          | Sede     | Resultado        | Partidos | Goles |
| ------------- | -------- | ---------------- | -------- | ----- |
| Eurocopa 2024 | Alemania | Cuartos de final | 2        | 0     |

## Estadísticas

### Clubes
Actualizado al último partido disputado el 13 de julio de 2025.
| Club                              | Div.          | Temporada     | Liga  | Liga  | Liga   | Copas nacionales | Copas nacionales | Copas nacionales | Copas internacionales | Copas internacionales | Copas internacionales | Total | Total | Total  |
| Club                              | Div.          | Temporada     | Part. | Goles | Asist. | Part.            | Goles            | Asist.           | Part.                 | Goles                 | Asist.                | Part. | Goles | Asist. |
| --------------------------------- | ------------- | ------------- | ----- | ----- | ------ | ---------------- | ---------------- | ---------------- | --------------------- | --------------------- | --------------------- | ----- | ----- | ------ |
| S. L. Benfica "B" Portugal        | 2.ª           | 2022-23       | 11    | 0     | 1      | —                | —                | —                | —                     | —                     | —                     | 11    | 0     | 1      |
| S. L. Benfica "B" Portugal        | Total club    | Total club    | 11    | 0     | 1      | 0                | 0                | 0                | 0                     | 0                     | 0                     | 11    | 0     | 1      |
| S. L. Benfica Portugal            | 1.ª           | 2022-23       | 17    | 1     | 0      | 0                | 0                | 0                | 3                     | 0                     | 1                     | 20    | 1     | 1      |
| S. L. Benfica Portugal            | 1.ª           | 2023-24       | 33    | 3     | 2      | 10               | 0                | 0                | 12                    | 0                     | 0                     | 55    | 3     | 2      |
| S. L. Benfica Portugal            | Total club    | Total club    | 50    | 4     | 2      | 10               | 0                | 0                | 15                    | 0                     | 1                     | 75    | 4     | 3      |
| Paris Saint-Germain F. C. Francia | 1.ª           | 2024-25       | 29    | 3     | 8      | 6                | 1                | 0                | 24                    | 3                     | 2                     | 59    | 7     | 10     |
| Paris Saint-Germain F. C. Francia | Total club    | Total club    | 29    | 3     | 8      | 6                | 1                | 0                | 24                    | 3                     | 2                     | 59    | 7     | 10     |
| Total carrera                     | Total carrera | Total carrera | 90    | 7     | 11     | 16               | 1                | 0                | 39                    | 3                     | 3                     | 145   | 11    | 14     |

## Palmarés

### Títulos nacionales
| Título                | Club                      | País     | Año  |
| --------------------- | ------------------------- | -------- | ---- |
| Primeira Liga         | S. L. Benfica             | Portugal | 2023 |
| Supercopa de Portugal | S. L. Benfica             | Portugal | 2023 |
| Supercopa de Francia  | París Saint-Germain F. C. | Francia  | 2024 |
| Ligue 1               | París Saint-Germain F. C. | Francia  | 2025 |
| Copa de Francia       | París Saint-Germain F. C. | Francia  | 2025 |

### Títulos internacionales
| Título                       | Club (*)                  | Sede     | Año  |
| ---------------------------- | ------------------------- | -------- | ---- |
| Liga de Campeones de la UEFA | Paris Saint-Germain F. C. | Múnich   | 2025 |
| Liga de Naciones de la UEFA  | Selección de Portugal     | Alemania | 2025 |

(*) Incluyendo la selección.